# Komletinci
Komletinci je naselje u Republici Hrvatskoj, u sastavu Grada Otoka, Vukovarsko-srijemska županija. 

## Stanovništvo
Prema popisu stanovništva iz 2001. godine, naselje je imalo 1897 stanovnika te 555 obiteljskih kućanstava.
| broj stanovnika | 1793  | 1899  | 2140  | 2016  | 1945  | 2022  | 1850  | 2006  | 2168  | 2407  | 2556  | 2377  | 2014  | 2035  | 1897  | 1649  | 1328  |
|                 | 1857. | 1869. | 1880. | 1890. | 1900. | 1910. | 1921. | 1931. | 1948. | 1953. | 1961. | 1971. | 1981. | 1991. | 2001. | 2011. | 2021. |

## Poznati stanovnici
- Emerik Gašić, hrvatski svećenik, pjesnik, povjesničar, antifašistički intelektualac

## Partizansko groblje
Na kraju sela, pokraj ceste prema mjestu Nijemcima, nalazi se spomen-groblje na kome je pokopano oko 3700 vojnika Jugoslavenske armije koji su poginuli na ovom području tijekom borbi na Srijemskoj bojišnici i nakon proboja, od prosinca 1944. do travnja 1945. godine. Autori groblja su Zdenko Kolacio i Dušan Džamonja. Spomen-groblje je svečano otvoreno 4. srpnja 1976. godine.